# 100 Congress
Le 100 Congress est un gratte-ciel de bureaux de 100 mètres de hauteur construit à dans le quartier des affaires (central business district) d'Austin au Texas en 1987. L'immeuble est situé près du Austin Hilton Convention Center. Il comprend un parking souterrain de 535 places.
La surface de plancher de l'immeuble est de 38 181 m2.
L'architecte est l'agence Hellmuth, Obata & Kassabaum l'un des plus importants cabinets d'architecte du monde.
Les promoteurs de l'immeuble sont Lincoln Property Company Commercial, Inc et Metropolitan Life Insurance Company.